# Joseph Rosier
Joseph Rosier (Wilsonburg, 1870. január 24. – Fairmont, 1951. október 7.) az Amerikai Egyesült Államok szenátora (Nyugat-Virginia, 1941–1942).